# Cassette Aided Operation System
Das Cassette Aided Operation System (CAOS, kassettengestütztes Betriebssystem) ist ein in den 1980er Jahren in der Deutschen Demokratischen Republik entwickeltes Computer-Betriebssystem, das unter anderem den Betrieb der Kleincomputer KC 85/2 bis KC 85/4 ermöglicht. Die Steuerung erfolgt über eine Kommandozeile, Datenverarbeitung ist mit 8-Bit-Bandbreite möglich. CAOS belegt etwa 4 Kilobyte ROM-Speicher, die Speicherung weiterer Daten erfolgt auf Audiokassetten.
CAOS ist als eigenständig in der DDR entwickelte Software inkompatibel zu den in den westlichen Ländern verbreiteten Computern/Betriebssystemen. Die Arbeit an CAOS wurde nach der Wiedervereinigung Deutschlands eingestellt, da die zum Betrieb notwendige Hardware nicht mehr hergestellt wurde.

## Versionen
- CAOS 2.2 (HC 900, KC 85/2)
- CAOS 3.1 (KC 85/3)
- CAOS 4.2 (KC 85/4)

### Nicht veröffentlichte Versionen
Ein Flyer vom 11. Juni 1990 listete folgende Versionen auf, die offensichtlich nicht erschienen sind:
- CAOS 5.0 (KC 85/4)
- OS/pi 90 (KC 82/2-3)

### Homebrew-Entwicklungen
Private Nutzer entwickelten seit der Wende neue Versionen, die teilweise einige Eingriffe in die Hardware erfordern (sogenannter KC 85/5):
- CAOS 4.3 (KC 85/4)
- CAOS 4.4 (KC 85/4)
- CAOS 4.6[4]
- CAOS 4.7[4]
- CAOS 4.8 (KC 85/5)[4]